# استكشاف حضري
الاستكشاف الحضري، يُختصر غالبًا إلى (UE) و(urbex)، وأحيانًا يُعرف باسم اختراق الأسطح والأنفاق، هو استكشاف البنى التي من صنع الإنسان، عادةً ما تكون أطلالًا مهجورة أو مكونات خفية للبيئة من صنع الإنسان.
تتميز الهواية بالتصوير الفوتوغرافي والاهتمام التاريخي/التوثيق، وهي تتضمن أحيانًا التعدي على الممتلكات الخاصة، يُسمى الاستكشاف الحضري أيضًا بالتجفيف -شكل محدد من الاستكشاف الحضري إذ تُستكشف مصارف العواصف أو المجاري- استكشاف الكهوف في المناطق الحضرية أو تسلق الصخور في المناطق الحضرية أو الكهوف الحضرية أو اختراق المباني أو التسلل.
يمثل النشاط مخاطر مختلفة، تتضمن الخطر الجسدي، وإمكانية التعرض للاعتقال والعقاب إذا تم بشكل غير قانوني أو دون تصريح. بعض الأنشطة المرتبطة بالاستكشاف الحضري تنتهك القوانين المحلية أو الإقليمية وبعض قوانين مكافحة الإرهاب ذات التفسير الواسع، أو تُعد تعديًا على ممتلكات الغير أو انتهاكًا للخصوصية.

## مواقع الاستكشاف

### الأماكن المهجورة
ربما تكون المغامرات في البنى المهجورة هي المثال الأكثر شيوعًا للاستكشاف الحضري، تدخل العديد من المواقع أولًا بواسطة السكان المحليين، وقد تحتوي على رسومات على الجدران أو أنواع أخرى من التخريب، في حين يُحافظ على مواقع أخرى بشكل أفضل.
مع أن أهداف الاستكشاف تختلف من بلد إلى آخر، فإن عمليات الاستكشاف البارزة تشمل المتنزهات الترفيهية ومصاعد الحبوب والمصانع ومحطات الطاقة وصوامع الصواريخ وملاجئ التداعيات والمستشفيات والمصحات والمدارس والمنازل الفقيرة والمصحات. في اليابان  تُعرف البنية التحتية المهجورة باسم هايكيو (廃 墟) -حرفيًا أطلال- وهذا المصطلح مرادف لممارسة الاستكشاف الحضري. هايكيو شائعة خصوصًا في اليابان بسبب التصنيع السريع -مثلًا جزيرة هشيما- والأضرار خلال الحرب العالمية الثانية، فقاعة العقارات في الثمانينيات، وزلزال وتسونامي توهوكو عام 2011.
يجد العديد من المستكشفين اضمحلال الفضاء غير المأهول أمرًا جذابًا، وبعضهم أيضًا يوثق المصورون ما يرونه، مثل من يوثقون البنية التحتية للاتحاد السوفيتي السابق. تحظى المواقع المهجورة أيضًا بشعبية بين المؤرخين والمحافظين والمهندسين المعماريين وعلماء الآثار وعلماء الآثار الصناعية وصيادي الأشباح.

### المباني النشطة
جانب آخر من الاستكشاف الحضري هو ممارسة استكشاف المباني النشطة أو قيد الاستخدام، التي تشمل الوصول إلى المناطق المؤمنة أو الخاصة بالأعضاء فقط والغرف الميكانيكية، والأسطح، وغرف المصاعد، والأرضيات المهجورة، والأجزاء الأخرى غير المرئية عادةً من مباني العمل.
غالبًا ما يرتبط مصطلح «التسلل» باستكشاف الهياكل النشطة، قد يرتكب الأشخاص الذين يدخلون المناطق المحظورة التعدي على ممتلكات الغير، وقد ينتج عن ذلك ملاحقة مدنية.

### سراديب الموتى
فُحصت سراديب الموتى مثل تلك الموجودة في باريس وروما وأوديسا ونابولي من قبل المستكشفين الحضريين. يعد البعض مناجم باريس، التي تضم العديد من الأنفاق غير المفتوحة للسياحة العامة، متضمنةً سراديب الموتى، «الكأس المقدسة» نظرًا إلى طبيعتها الواسعة وتاريخها. يُعرف مستكشفو هذه المساحات باسم cataphiles.

### المجاري ومصارف مياه الأمطار
يُعد الدخول إلى مصارف مياه الأمطار، أو «التجفيف»، شكلًا شائعًا آخر من أشكال الاستكشاف الحضري.
أنشأت مجموعات مكرسة لهذه المهمة مثل Cave Clan في أستراليا للصرف مجموعة من الإرشادات المتخصصة وعلى رأسها: عندما تمطر، لا توجد مصارف، لأن مخاطر الوقوع في شرك أو الانجراف أو القتل تزداد كثيرًا في أثناء هطول الأمطار الغزيرة.
مجموعة فرعية صغيرة من المستكشفين تدخل المجاري الصحية. في بعض الأحيان تكون الصلة الوحيدة للكهوف أو الميزات الجوفية الأخرى.
تُعد شبكات الصرف الصحي من أخطر المواقع التي يجب استكشافها بسبب خطر التسمم بتراكم الغازات السامة، عادةً الميثان أو كبريتيد الهيدروجين أو ثاني أكسيد الكربون.

### أنفاق العبور
غالبا ما يعتبر استكشاف الأنفاق النشطة والمهجورة في الطرق الفرعية والسكك الحديدية، والممرات، والمحطات، في كثير من الأحيان على أنها ممنوعة وقد تؤدي إلى الملاحقة القانونية بسبب المخاوف الأمنية.ونتيجة لذلك، نادرا ما يتم الإعلان عن هذا النوع من الاستكشاف ويستثنى من ذلك مترو روتشستر. تعتبر نيويورك المدينة الأمريكية الوحيدة ذات نظام مترو الأنفاق المهجورة الذي كان يعمل في السابق كما تم التخلي عن مترو سينسيناتي قبل الانتهاء من بنائه.
كما تضم لندن عددا من المحطات على شبكة مترو لندن التي تم إغلاقها على مر السنين، حيث تعد محطة أنبوب الدويش موقعا شائعا للمستكشفين.

## روابط خارجية
- http://www.sfgate.com/cgi-bin/article.cgi?f=/c/a/2007/08/19/CMA4QVBMQ.DTL

- http://www.terrastories.com/bearings/urban-exploration-guide
- http://gakuran.com/the-hazards-of-haikyo-and-urban-exploration/
- http://www.tokyoweekender.com/2010/05/haikyo-abandoned-treasure/
- https://www.bbc.co.uk/news/magazine-26018424